# Лхакпа-Ла
Лхакпа-Ла (также Лхагба-Ла или Лхакба-Ла, пиньинь Lhagba La, англ. Windy Gap, что можно перевести как «Ветреный Перевал» или «Ветреный Проход») — горная седловина в Тибетском автономном районе, расположенная примерно в семи километрах к северо-востоку от Джомолунгмы на высоте 6849 м над уровнем моря.
Она оставалась неизвестной местным жителям, пока не была в 1921 году открыта первой британской разведывательной экспедицией на Джомолунгму при поиске маршрута восхождения на вершину Джомолунгмы.
На Лхакпа-Ла находится исток ледника Када, который стекает с этого седла на восток, и далее движется по долине до деревни Када. От него берёт начало река Када — приток реки Арун. А на западной стороне седла находится ледник Восточный Ронгбук, стекающий с Джомолунгмы на север. Неподалёку (в километре юго-западнее и в 500 метрах ниже) расположено горное озеро Лхакпа-Пул — второе в мире по высоте над уровнем моря.
Обычно экспедиции на Джомолунгму, идущие на вершину через Северное седло, поднимаются по Восточному Ронгбуку и не заходят на Лхакпа-Ла. Но когда в 1921 году Джордж Мэллори и Гай Буллок пытались достичь Северного седла, более удобный маршрут через Главный Ронгбук и Восточный Ронгбук им был ещё неизвестен. Вместо этого они подошли с востока только затем, чтобы обнаружить, что ледник не простирается на Северное седло. В итоге та группа восхождения перешла через перевал на Лхакпа-Ла, затем спускалась на 460 метров на Восточный Ронгбук, и снова поднималась на Северное седло. Но это открытие позволило следующей британской экспедиции в 1922 году выбрать более прямой маршрут восхождения на Джомолунгму с северной стороны.